# Mayora Indah
PT Mayora Indah Tbk (noto anche come Mayora Group o semplicemente Mayora) è una multinazionale indonesiana di alimenti e bevande con sede a Giakarta. È stata fondata nel 1977 da Jogi Hendra Atmadja.

## Marchi
- Biscotti: Better, Danisa, Roma Arden, Roma Biskuit Kelapa, Roma Chess Kress, Roma Coffee Joy, Roma Malkist, Roma Marie Gold, Roma Marie Susu, Roma Sari Gandum, Roma Sandwich, Slai O'lai
- Caramelle: Kopiko, Kis, Fres (Filippine), Plonk, Tamarin, Juizy Milk
- Wafer: Astor, Wafello, Zuperrr Keju (Cal Cheese)
- Cioccolatini: Beng-Beng, Choki-Choki, Danisa, Superstar
- Cereali: Energen
- Caffè: Kopi Ayam Merak, Kopiko Brown Coffee, Kopiko Blanca, Kopiko White Mocca, Torabika Duo, Torabika Oke, Torabika 3 in 1, Torabika Jahe Susu, Torabika Cappuccino, Tora Moka, Tora Susu, Kopiko Black, Kopiko Cappuccino, Kopiko L.A. (a basso contenuto di acido), Kopiko Double Cups, Kopiko Café Mocha, Tora Cafe, Torabika Creamy Latte
- Porridge: Super Bubur
- Latte: Tujuh Kurma
- Tagliatelle: Migelas, Bakmi Mewah, Mie Oven
- Bevande: Champion, Drink Beng-Beng, Kopiko Lucky Day (ex Kopiko 78°C, partner tra Indonesia, Thailandia e Filippine), Teh Pucuk Harum, Q Guava, Kopiko Iced Blanca, Kopiko Iced Black, Kopiko Iced Brown, Le Minerale
- Detersivo: Gentle Gen